# Ruta atlántica norteamericana
La ruta atlántica norteamericana es una ruta de migración de las aves que sigue generalmente la costa atlántica de América del Norte y la Cordillera de los Apalaches. Los principales puntos finales de la ruta incluyen a las zonas orientales marítimas de Canadá y la región que rodea al Golfo de México. La ruta tiende a estrecharse considerablemente en el sur de Estados Unidos en los estados de Virginia, Carolina del Norte, Carolina del Sur, Georgia, y Florida, que es la causa de los altos números de especies de aves que pueden encontrarse en esas áreas. Una vez en Florida, la ruta diverge en una parte sobre México oriental y otra más prolongada que cruza el Mar Caribe pasando por Cuba y Jamaica.
La ruta de vuelo es usada por las aves principalmente porque no presenta montañas o incluso serranías de colinas que bloqueen esta senda en todo su trayecto. Buenas fuentes de agua, alimento y cubierta boscosa para protección existen a todo lo largo de la misma. 
Las otras rutas de vuelo migratorio principales para aves norteamericanas son la del Misisipí, la Central, y la del Pacífico.